# South West Trains
 (janvier 2022).
Si vous disposez d'ouvrages ou d'articles de référence ou si vous connaissez des sites web de qualité traitant du thème abordé ici, merci de compléter l'article en donnant les références utiles à sa vérifiabilité et en les liant à la section « Notes et références ».
South West Trains était une compagnie ferroviaire britannique, qui appartient à Stagecoach, qui exploitait la franchise South Western entre 1996 et 2017.
Ayant succédé à Network SouthEast en 1996 elle exploitait les services de banlieue, régionaux et périurbains du Sud-Ouest de l'Angleterre en partant de la gare de London Waterloo. Les principales régions desservi sont le Surrey, l'Hampshire, le Dorset, Devon, Somerset, Berkshire, Wiltshire et également sur l'Île de Wight par l'intermédiaire de sa filiale Island Line.
La zone d'activité était l'ancienne division de Network SouthEast. Dans le cadre de la privatisation de British Rail, SWT a été reprise par Stagecoach. En 2004, la franchise a été conservée par Stagecoach lors de sa nouvelle soumission et en 2007, elle a fusionné avec la société Island Line pour former la franchise South Western et a de nouveau été remportée par Stagecoach. Lors du concours suivant, la franchise a été attribuée à South Western Railway qui l'a reprise le 20 août 2017.

## Services assurés
South West Trains était l'opérateur principal pour l'ouest du Surrey, Hampshire et Dorset, et a également servi Londres, Berkshire, Wiltshire, Somerset et Devon.
La plupart des services SWT fonctionnaient sur des lignes électrifiées à l'aide du système de troisième rail 750 V CC. Il existe un parc de véhicules diesel sur la ligne ouest de l'Angleterre pour Salisbury, Exeter et Bristol, utilisant la voie non électrifiée au-delà de Worting Junction juste à l'ouest de Basingstoke et pour Salisbury à Southampton via Romsey qui desservait également Eastleigh. SWT exploitait près de 1 700 services de train par jour.

## Routes
South West Trains exploite des trains de banlieue et de longue distance.

### Lignes principales
Les sept lignes principales exploitées par SWT étaient :
- La South Western Main Line (SWML) vers Southampton Central , Bournemouth et Weymouth. 2 trains par heure jusqu'à Weymouth (1 rapide et 1 semi-rapide) et 1 train par heure jusqu'à Poole (arrêt) du lundi au samedi, avec les services du dimanche de Bournemouth à Poole.
- La Portsmouth Direct Line via Guildford et Haslemere : quitte la ligne principale à Woking . 4 trains par heure vers Guildford, puis 1 service semi-rapide et 1 arrêt vers Haslemere. Le service semi-rapide continue comme un service d'arrêt à Portsmouth. Les services rapides fonctionnent environ une demi-heure du lundi au samedi, 2 trains par heure (1 rapide, 1 arrêt de Guildford) le dimanche.
- La West England Main Line jusqu'à Salisbury , Yeovil Junction et Exeter St Davids : quitte la ligne principale à Basingstoke.
- Wessex Main Line (partie): Salisbury à Bristol Temple Meads. Ce service provient de London Waterloo et se divise à Salisbury.
- Hearth of the Wessex (partie): Yeovil Junction à Yeovil Pen Mill / Frome. Ce service provient de London Waterloo et se divise à Yeovil Junction.
- London Waterloo à Portsmouth Harbour via Basingstoke et Eastleigh. Service horaire en heures creuses du lundi au samedi, fusion avec le train Poole le dimanche.
- London Waterloo à Reading via Staines-upon-Thames , Ascot et Wokingham.

### Services de Banlieue
Les services de banlieue ont divergé des routes ci-dessus. Pris dans l'ordre à l'ouest de Waterloo, en descendant le SWML, ils sont :
- Ligne Waterloo à Reading : de Clapham Junction.
  - La Hounslow Loop Line de Barnes à Whitton ou Feltham.
  - La Windsor Branch de Staines-upon-Thames.
  - La Chertsey loop line de Virginia Water à Weybridge.
  - La ligne Ascot à Guildford via Aldershot.
- La Mole Valley Line, de Raynes Park à Dorking via Epsom.
  - La Chessington Branch de Motspur Park.
  - La branche de Guildford à Leatherhead.
- La Kingston Loop Line, de New Malden (Main Line) à Twickenham (Reading Line)
  - The Shepperton Branch de Teddington ;  normalement, ces services passent par New Malden, certains services de pointe passent par Twickenham.
- La New Guildford Line , à Guildford via Cobham de Surbiton (les voyageurs de Guildford à Londres peuvent également voyager via la ligne principale à travers Woking)
- La Hampton Court Branch , également de Surbiton.
- La Alton Branch, de Brookwood, dessert également le Mid Hants, une ligne patrimoniale.

South Western Railway exploite des trains de banlieue et de longue distance. Les principales destinations comprennent :
- Aldershot
- Alton
- Andover
- Basingstoke
- Bristol Temple Meads
- Brockenhurst
- Bournemouth
- Clapham Junction
- Dorking
- Exeter St Davids
- Guildford
- London Waterloo
- Poole
- Portsmouth Harbour
- Portsmouth et Southsea
- En train de lire
- Salisbury
- Southampton Central
- Weymouth
- Wimbledon
- Winchester
- Windsor & Eton Riverside
- Woking

## Matériel roulant
South West Trains avait un parc de matériel roulant composé des Class 411, Class 412, Class 421 et Class 423 qui était très obsolète et dangereux pour les passagers et devait être remplacé rapidement. En effet, les sièges était extrêmement dégradés, les portes n'étaient pas automatiques et pouvaient être ouvertes bien avant que le train ne s'arrête aux gares, le bruit était insoutenable et ne répondaient pas aux exigences modernes en matière de santé et de sécurité. Une commande de trains Désiro et Juniper a été passé auprès de Alstom et Siemens pour remplacer le matériel ancien et modernisé le réseau Sud-Ouest mais les premières rames arrivées en 1998 (Class 458) ont subi d'énormes problèmes techniques. Le manque de fiabilité était tel que SWT avait prévu de remplacer ces rames toutes neuves par de nouvelles rames de la Class 450 mais progressivement la fiabilité de ces rames s'est améliorée et SWT les a finalement gardé en service commercial. Les Class 444 et 450 ont progressivement remplacé les anciennes séries de matériel jusqu'en 2005.
En 2014, South West Trains a passé une nouvelle commande a Siemens afin d'acquérir 30 rames de 5 voitures de la Class 707 appartenant à la famille des trains Désiro. Elles sont prinicipalement utilisées sur les services London Waterloo - Windsor & Eton Riverside et Reading.
Depuis 2005, le parc de South West Trains est composé de matériel moderne et sûr.

### Matériel électrique
L'intégralité des trains de la SWT sont électriques et alimentés par troisième rail 750 V CC. Deux trains diesel Class 158 et 159 sont utilisés pour les liaisons régionales longues distances.

#### Flotte Désiro
L'introduction du matériel roulant Desiro construit par Siemens devait remplacer les anciennes séries (Class 411, Class 412, Class 421 et Class 423) qui arrivaient à la fin de leur vie utile et qui ne répondaient pas aux exigences modernes en matière de santé et de sécurité. Les trains Desiro ont des systèmes d'information embarqués et la climatisation. Leur accélération plus rapide est contrebalancée par la nécessité d'augmentation du temps d'arrêt à cause de la diminution du nombre de portes par rapport aux anciennes séries.
Le parc Desiro se décline en deux variantes : les rames Class 450 qui ont quatre voitures de 20 m et qui sont principalement utilisées pour la banlieue et les unités Class 444 qui ont cinq voitures de 23 m destinées aux relations interurbaines et régionales.

#### Class 455
L'une des séries les plus utilisées au niveau des trains de banlieue de la région Sud de Waterloo. Un programme complet de rénovation a débuté en 2004 pour la flotte de 91 unités de quatre voitures. Elle fut achevée en mars 2008. Les modifications comprenaient une nouvelle configuration de sièges 2 + 2 avec sièges à dossier haut, vidéosurveillance, rangement pour vélos, espace pour fauteuil roulant et de meilleurs systèmes d'information pour les passagers.

#### Class 456
Les 24 rames Class 456 ont été transférées de Southern à SWT, les premières rames entrèrent en service le 23 mars 2014. Ces rames construites au début des années 1990 sont compatibles avec la flotte existante Class 455 et sont couplées pour former des trains de dix voitures, augmentant la capacité de certains services locaux dans et hors Waterloo.

#### Class 458/0 et 458/5Juniper
Trente de ces rames de quatre voitures ont été commandés par la South West Trains en 1998, afin d'augmenter la capacité et de remplacer les Slam-Door qui étaient à l'époque en location.
La série a souffert de gros problèmes techniques, si bien qu'à la fin, aucune des rames destinées à être retirées, ne l'a été effectivement. Il a fallu six ans, en 2004, avant que toute la flotte soit en service. En 2003 et 2004, la fiabilité était si faible que, même n'ayant que six ans, South West Trains a décidé que les rames devraient être remplacées en 2005 par les récentes rames Class 450 Desiro.
Les 30 Class 458 ont été divisés et les 120 véhicules ont été reconfigurés en 36 ensembles de cinq voitures, incluant 60 véhicules supplémentaires de la Class 460 mécaniquement similaire auparavant utilisée pour les services de Gatwick Express. Les ensembles de cinq voitures ont été renumérotés et intégrés dans la nouvelle série 458/5 et utilisés en unité multiple pour former des trains de dix voitures à partir de 2014.

### Diesel
Dans les années 1980 et 1990, la flotte diesel était composée des locomotives des Class 37 et 50 qui tractaient des voitures mark 2 exploité par Network SouthEast. Les locomotives et les voitures voyageurs n'étaient pas adapté à la ligne du Sud-Ouest, étaient très instables, peu fiables et pouvaient présenter un danger pour les passagers à cause des portes non automatiques. À partir de 1993 elles seront progressivement remplacées par la Class 159.
South West Trains avait 11 unités de Class 158 à deux voitures et 30 unités de Class 159 à trois voitures (22 Class 159/0 et huit Class 159/1).
Les unités de Class 159/1 ont été converties à Wabtec, Doncaster à partir des Class 158, reçues de First TransPennine Express en échange des Class 170. Onze autres unités de Class 158 à deux voitures ont été reçues de First TransPennine Express, qui ont également été remises à neuf à Wabtec.

### Matériel Roulant de South West Trains
| Nom du Train | Image      | Type                                  | Motorisation      | Vitesse Maximal | Voitures par Unités | Nombres | Services assurés |
| ------------ | ---------- | ------------------------------------- | ----------------- | --------------- | ------------------- | ------- | --- |
| Class 73     | sans cadre | Locomotive                            | Diesel électrique | 145             | ----                | 3       | Service de dépannage et de secours |
| Class 158    | sans cadre | Autorail                              | Diesel            | 145             | 2                   | 10      | London Waterloo – Salisbury / Exeter St Davids (Occasionnellement) / Bristol Temple Meads Exeter St Davids – Honiton / Axminster (Weekend Seulement) Romsey – Salisbury via Southampton Central Brockenhurst – Lymington Pier (Weekend seulement) |
| Class 158    | sans cadre |                                       |                   |                 |                     |         | |
| Class 159    | sans cadre | Autorail                              | Diesel            | 145             | 3                   | 30      | West of England / Heart of Wessex / Wessex Main Lines : London Waterloo – Salisbury / Bristol Temple Meads / Exeter St Davids / Yeovil Pen Mill / Frome Portsmouth Harbour – Basingstoke (Service de Matin) Portsmouth Harbour – Southampton Central (Occasionnellement) Yeovil Junction – Yeovil Pen Mill                                                                                                 |
| Class 159    | sans cadre |                                       |                   |                 |                     |         | |
| Class 444    | sans cadre | Automotrice Régional a grande vitesse | électrique        | 160             | 5                   | 45      | South Western Main Line : London Waterloo – Poole / Weymouth London Waterloo – Portsmouth Harbour (partagé avec les 450) |
| Class 444    | sans cadre |                                       |                   |                 |                     |         | |
| Class 450    | sans cadre | Automotrice                           | électrique        | 160             | 4                   | 127     | South Western Main Line : London Waterloo - Portsmouth Harbour (Partagé avec les Class 444) Alton / Basingstoke / Poole (Occasionnellement) / Reading Southampton Central – Portsmouth & Southsea Brockenhurst – Lymington Pier (Weekend Seulement) Services de banlieue : London Waterloo – Windsor & Eton Riverside / Weybridge via Staines-upon-Thames / London Waterloo via Hounslow Ascot – Guildford |
| Class 450    | sans cadre |                                       |                   |                 |                     |         | |
| Class 455    | sans cadre | Automotrice de Banlieue               | électrique        | 120             | 4                   | 91      | Lignes de banlieue : London Waterloo – Shepperton / Hampton Court / Woking / London Waterloo via Hounslow /London Waterloo via Strawberry Hill / Dorking / Guildford via Oxshott or Epsom / Chessington South / Windsor & Eton Riverside |
| Class 455    | sans cadre |                                       |                   |                 |                     |         | |
| Class 456    | sans cadre | Automotrice de Banlieue               | électrique        | 120             | 2                   | 24      | Ascot-Guildford Elles sont également utilisés sur les services de Banlieue en partant de Waterloo couplés avec les Class 455 pour faire un train a 8 ou 10 caisses |
| Class 456    | sans cadre |                                       |                   |                 |                     |         | |
| Class 458/5  |            | Automotrice de Banlieue               | électrique        | 120             | 5                   | 36      | Lignes de Banlieue : London Waterloo – Weybridge / Windsor & Eton Riverside via Staines upon Thames |
| Class 458/5  |            |                                       |                   |                 |                     |         | |
| Class 707    | sans cadre | Automotrice de Banlieue               | électrique        | 160             | 5                   | 30      | Lignes de Banlieue : London Waterloo – Windsor & Eton Riverside via Staines upon Thames / Weybridge via Brentford |
| Class 707    | sans cadre |                                       |                   |                 |                     |         | |

### Ancien matériel roulant
South West Trains avait d'ancienne rames qui ont soit été remplacés définitivement ou transférés autre part.
| Nom du train                     | Images | Motorisation | Nombres | Retrait      | Notes                                                                                             |
| -------------------------------- | ------ | ------------ | ------- | ------------ | ------------------------------------------------------------------------------------------------- |
| Class 170 Turbostar              |        | Diesel       | 9       | Juillet 2007 | Huit éléments ont été transférés a First transPennine Express et 1 a été transformé en Class 171. |
| Class 411 (4Cep)                 |        | électrique   | 29      | Mai 2005     |                                                                                                   |
| Class 412 (4Bep)                 |        | électrique   | 7       | Mai 2005     |                                                                                                   |
| Class 421 (4Cig)                 |        | électrique   | 32      | Mai 2005     |                                                                                                   |
| Class 421 (3Cig)                 |        | électrique   | 2       | Mai 2010     | Deux éléments ont été préservés                                                                   |
| Class 423 (4Vep)                 |        | électrique   | 66      | Mai 2005     | Elles ont été remplacés par les Class 444, 450 et 458. Une rame a été préservée                   |
| Class 442 (5Wes) Wessex Electric |        | électrique   | 24      | Février 2007 | Elles ont été remplacés par les Class 444                                                         |
| Class 458/0 (4Jop) Juniper       |        | électrique   | 30      | 2013–15      | Converti en Class 458/5                                                                           |
| Class 960                        |        | Diesel       | 1       | Mars 2009    |                                                                                                   |